# Arty
Arty (noto anche come Alpha 9), pseudonimo di Artëm Stoljarov (in russo Артём Столяров?; Ėngel's, 28 settembre 1989), è un disc jockey, produttore discografico e musicista russo.
Durante la sua carriera ha collaborato e prodotto con numerosi artisti tra cui Armin van Buuren, Above & Beyond, OneRepublic, Paul van Dyk e Zedd. Il suo album di debutto Glorious (2015) ha raggiunto la posizione n. 14 della classifica di Billboard, nella categoria dance.

## Biografia
All'età di otto anni, inizia a frequentare la scuola di musica, nella quale si diploma in pianoforte con successo a soli quattordici anni. Dopo aver preso in considerazione l'idea di una carriera come pianista decise di non farlo, viste le scarse opportunità. La crescente passione per la musica elettronica ha in seguito portato il suo interesse verso i software di produzione e composizione. Fu influenzato da artisti come The Prodigy, The Chemical Brothers e The Crystal Method.  Dopo la laurea in Matematica applicata presso l'Università statale di Saratov, iniziò a perseguire seriamente la carriera di musicista elettronico.

## Carriera musicale

### 2009-2011: Gli inizi
Il debutto di Arty, Inside of Me/Flip Flop, a cui è seguito l'EP Vanilla Sky, pubblicato nel 2009 sull'etichetta francese Enhanced Music, lo ha portato all'attenzione di molti DJ di fama mondiale. La svolta è avvenuta più tardi, nello stesso anno infatti ha firmato per Anjunabeats, etichetta discografica inglese di proprietà del gruppo Above and Beyond. Qui ha pubblicato i singoli Rush e The Wonder. Nel frattempo pubblica il singolo Hope (2010), mentre i singoli Bliss e Come Home vengono pubblicati sull'etichetta di Ferry Corsten, Flashover Recordings, con il suo alias Alpha 9. Successivamente, viene pubblicato Trio in collaborazione con i connazionali Matisse & Sadko sull'etichetta Axtone di proprietà di Axwell nel 2011.
Dopo la sua uscita su Axtone Records nel 2011, Arty ha collaborato con il collega Mat Zo e la loro prima produzione congiunta Rebound è stata rilasciata nell'aprile 2011 come 200º singolo Anjunabeats. Il disco ebbe un ottimo successo e da allora, Arty si è esibito in molti club e festival di tutto il mondo inclusi Electric Daisy Carnival, Tomorrowland, Creamfields, Ushuaia Ibiza, Academy LA e Amnesia Ibiza.

### 2014–15:Glorious
Nel 2014, Arty è diventato il primo musicista russo a firmare con l'etichetta discografica americana Interscope e il 9 ottobre 2015 ha pubblicato il suo album di debutto Glorious. Fino ad allora aveva pubblicato altri innumerevoli singoli su etichette come Insomniac Records, Anjunabeats, Spinnin e Axtone.
Il 9 maggio 2016, viene pubblicato su Revealed Recording il singolo Bloodfire, una disco bass house, considerato una deviazione dalle sue tipiche uscite progressive. Il 6 giugno 2016 esce Distorted Love e successivamente Follow The Light.

### 2017-presente: Alpha 9 e altri progetti
Nel 2017, Arty ha rilanciato ufficialmente il suo progetto trance intitolato Alpha 9, che era rimasto inattivo dal 2010, con la release della traccia This Night Is Ours. Contemporaneamente al progetto Alpha 9 escono i singoli Falling Down con la cantante americana Maty Noyes e Idea of You, caratterizzato da forti sonorità pop. Il 7 settembre dello stesso anno esce Supposed to Be sull'etichetta discografica di Martin Garrix, STMPD RCRDS. 
In seguito alla morte del collega e amico Avicii, scomparso nell'aprile 2018, Arty pubblica il singolo Tim. La canzone ha reso omaggio ai suoni di Avicii, che lo avevano portato al successo, e che erano stati precedentemente utilizzati anche da Arty nelle sue tracce precedenti Kate e Rebound. Successivamente escono Perfect Strangers e Never Letting Go con Audien sotto Anjunabeats, segnando la sua prima uscita sull'etichetta dal 2016. 
Il 25 gennaio 2019, esce Save Me Tonight che ottiene un ottimo successo commerciale. Il video musicale del brano è stato diretto dall'amico Noah Centineo con protagonista l'attrice inglese Lily Collins.
Il 2018 aveva segnato il ritorno dell'alias Alpha 9 su Armada Music. Dopo aver pubblicato diversi singoli, nel 2023 esce l'album New Horizons, pubblicato sotto lo pseudonimo ALPHA 9.

### DJ Mag e altri riconoscimenti
Nel 2010, Arty è apparso nella posizione numero 78 della classifica dei migliori 100 DJ del mondo stilata ogni anno dalla rivista DJ Magazine. Nel 2011 è salito di 53 posizioni fino alla posizione 25 e nel 2012 guadagna la posizione 28. Agli International Dance Music Awards 2011, è stato nominato nella categoria Best Breakthrough DJ, ma il premio è andato ad Afrojack. Nel 2012, Arty è stato nominato due volte per gli IDMA nella categoria per la miglior traccia di trance per la sua collaborazione con Paul van Dyk in The Ocean e la sua collaborazione con BT e Nadia Ali nella traccia This Must Be the Love. Nel 2013, si è classificato 57° nella top 100 di DJ Mag e, nel 2014, al 99º posto.

## Discografia

### Album in studio
- 2015 – Glorious
- 2020 – From Russia with Love
- 2023 – New Horizons (come Alpha 9)